# Liste der Einträge im National Register of Historic Places im Izard County
Die Liste der Registered Historic Places im Izard County führt alle Bauwerke und historischen Stätten im Izard County in Arkansas auf, die in das National Register of Historic Places aufgenommen wurden.

## Aktuelle Einträge
| Lfd. Nr. | Name                                         | Bild | Datum der Eintragung | Adresse/Lage                                                                     | Ort         | ID-Nr.   | Beschreibung |
| -------- | -------------------------------------------- | ---- | -------------------- | -------------------------------------------------------------------------------- | ----------- | -------- | ------------ |
| 1        | A. C. Jeffery Farmstead                      |      | 11. Aug. 1994        | Co. Rd. 18 nördlich von Mt. Olive                                                | Mount Olive | 94000825 |              |
| 2        | Arnold Springs Farmstead                     |      | 28. Mai 2010         | Nordende der Jennings Ln.                                                        | Melbourne   | 10000285 |              |
| 3        | Boswell School                               |      | 18. Sep. 1992        | Ende der Co. Rd. 196                                                             | Boswell     | 92001178 |              |
| 4        | Calico Rock Historic District                |      | 19. Nov. 1985        | grob begrenzt durch Main, Rodman und Walnut St. sowie Peppersauce Alley          | Calico Rock | 85003499 |              |
| 5        | Calico Rock Home Economics Building          |      | 10. Sep. 1992        | 2nd St.                                                                          | Calico Rock | 92001200 |              |
| 6        | Calico Rock Methodist Episcopal Church       |      | 21. Sep. 2007        | 101 W. 1st.                                                                      | Calico Rock | 07000971 |              |
| 7        | Caney Springs Cumberland Presbyterian Church |      | 9. Juni 1995         | nordwestlich der Kreuzung von AR 289 and Co. Rd. 70                              | Sage        | 95000693 |              |
| 8        | Izard County Courthouse                      |      | 30. Sep. 1993        | AR 69 (Courthouse Square)                                                        | Melbourne   | 93001025 |              |
| 9        | Jeffery Cemetery                             |      | 5. Nov. 1999         | etwa 10 km westlich AR 9, 1,5 km nördlich der Zufahrt nach Mount Olive           | Mount Olive | 99001261 |              |
| 10       | Jumbo Church of Christ                       |      | 18. Feb. 1999        | etwa 6,5 km nordwestlich der Kreuzung von Sylamore Rd. und Jumbo Rd.             | Melbourne   | 99000222 |              |
| 11       | Missouri Pacific Railroad Depot              |      | 1. Dez. 2004         | Old AR 9                                                                         | Sylamore    | 04001036 |              |
| 12       | Mount Olive Cumberland Presbyterian Church   |      | 26. Mai 2004         | an der Kreuzung der Izard County Roads 12 und 18                                 | Mount Olive | 04000503 |              |
| 13       | Philadelphia Methodist Church                |      | 29. Sep. 1976        | nördlich von Melbourne                                                           | Melbourne   | 76000420 |              |
| 14       | Pine Ridge School Building                   |      | 7. März 1994         | Izard Co. Rd. 237 westlich von Brockwell                                         | Brockwell   | 94000161 |              |
| 15       | Rector Log Barn                              |      | 3. Juni 1993         | Co. Rd. 218, 2 km nordwestlich der Kreuzung mit AR 9                             | Melbourne   | 93000488 |              |
| 16       | Sylvester Smith Farmstead                    |      | 8. Sep. 1992         | südlich der Co. Rd. 10, etwa 1200 m entfernt von der Kreuzung mit der Co. Rd. 13 | Boswell     | 92001222 |              |